# De plein fouet (film, 1980)
Pour les articles homonymes, voir De plein fouet et Fouet.
De plein fouet (The First Deadly Sin litt. « Le premier péché mortel ») est un film américain réalisé par Brian G. Hutton, sorti en 1980.

## Synopsis
Un flic proche de la retraite, dont la femme est hospitalisée, enquête sur des crimes sadiques.

## Fiche technique
- Titre : De plein fouet
- Titre original : The First Deadly Sin
- Réalisation : Brian G. Hutton
- Scénario : Mann Rubin, d'après le roman de Lawrence Sanders, The First Deadly Sin, publié en France sous le titre Chevaliers d'orgueil.
- Photographie : Jack Priestley
- Musique : Gordon Jenkins
- Montage : Eric Albertson
- Décors : Robert Drumheller
- Costumes : Richard Hershey ; pour Faye Dunaway : Theoni V. Aldredge
- Production : George Pappas et Mark Shanker
- Production associée : Fred C. Caruso
- Production déléguée : Frank Sinatra et Elliott Kastner
- Durée : 112 minutes
- Genre : Policier
- Dates de sortie en salles : 
  - États-Unis : 3 octobre 1980
  - France : 5 mai 1982
- Affiche : Michel Landi (France)

## Distribution
- Frank Sinatra : Edward X. Delaney
- Faye Dunaway : Barbara Delaney
- David Dukes : Daniel Blank
- George Coe : Dr. Bernardi
- Brenda Vaccaro : Monica Gilbert
- Martin Gabel : Christopher Langley
- Anthony Zerbe : Capitaine Broughton
- James Whitmore : Dr. Sanford Ferguson
- Joe Spinell : Charles Lipsky
- Anna Navarro : Sunny Jordeen
- Jeffrey DeMunn : Sergent Fernandez Correlli
- John Devaney : John Rogers
- Robert Weil : Sol Appel
- Hugh Hurd : Ben Johnson

## Production
C'est un projet de longue date pour Columbia Pictures. En 1973, Steve Shagan fut engagé pour écrire le scénario. En 1974, Don Siegel est désigné comme réalisateur, et remplaça le scénariste par Stephen Geller. En 1977, Siegel est remplacé par Roman Polanski. Le tournage allait commencer quand survint l'accusation de viol par Polanski, le réalisateur est renvoyé, le projet annulé. 
En 1979, la production reprend, sous le studio Filmways, Mann Rubin étant le scénariste et on souhaite dans le rôle principal Marlon Brando. Finalement, en 1980, Frank Sinatra est engagé comme le principal acteur et coproducteur du film, réalisé par Brian G. Hutton.
Bruce Willis, dont c'est le premier film, fait de la figuration (non créditée), en incarnant un homme se rendant au restaurant.